# Scaphorhina hirsuta
Scaphorhina hirsuta är en skalbaggsart som beskrevs av Louis Albert Péringuey 1904. Scaphorhina hirsuta ingår i släktet Scaphorhina och familjen Melolonthidae. Inga underarter finns listade i Catalogue of Life.